# 탕질레주

탕질레주

탕질레주(프랑스어: Région du Tandjilé, 아랍어: منطقة تانجلي)는 차드 남서부에 위치한 주로, 주도는 라이이며 2개 현(탕질레에스트현, 탕질레우에스트현)을 관할한다.